# Maatschappelijk vastgoed
Maatschappelijk vastgoed is in Nederland de term voor een bepaald type vastgoed. Doorgaans wordt gedoeld op een gebouw of terrein met een publieke functie op het gebied van onderwijs, sport, cultuur, welzijn, maatschappelijke opvang en/of zorg-medisch. Voorbeelden van maatschappelijk vastgoed zijn: scholen, culturele centra, theaters, opvangtehuizen, gezondheidscentra, buurthuizen, sportaccommodaties en dergelijke. 
Maatschappelijk vastgoed is een jong begrip dat opgekomen is met een toenemende belangstelling voor een beter gebruik van accommodaties. Het is ingegeven door streven naar intensief ruimtegebruik en meer kruisbestuiving in de dienstverlening aan burgers. Nieuwe maatschappelijke voorzieningen in buurten en wijken worden nauwelijks meer solitair gerealiseerd. Er is bijna altijd sprake van een combinatie van functies.

## Definitie
Maatschappelijk vastgoed is een gebouw:
- waarin maatschappelijke diensten aan burgers worden verleend of door burgers zelf worden gecreëerd,
- waarvan de exploitatie (gedeeltelijk) door publieke middelen mogelijk wordt gemaakt,
- waarin vraag (burgers) en aanbod (instellingen) fysiek bij elkaar komen en
- waar iedereen (voor wie het bedoeld is) toegang toe heeft.

Dit is een specifieke definitie die zowel gebruik als financiering afbakent. Een andere definitie beschouwt maatschappelijk vastgoed als bedrijfsonroerend goed met meerwaarde voor de samenleving. Deze definitie is veel breder van aard en omvat ook vastgoed dat niet door maatschappelijke dienstverleners wordt gebruikt maar wel een maatschappelijke meerwaarde heeft; denk aan horeca met een vitale ontmoetingsfunctie voor buurt of wijk en aan bedrijfsverzamelgebouwen die een extra impuls geven aan lokale werkgelegenheid.
Gelet op het publieke karakter en het gecombineerde gebruik van gebouwen speelt bij maatschappelijk vastgoed de dagelijkse exploitatie een rol die veel groter is dan in de rest van het bedrijfsonroerend goed.
Specifiek voor woningcorporaties heeft de Nederlandse overheid in het Besluit toegelaten instellingen volkshuisvesting in bijlage 3 en 4 categorieën gebouwen benoemd die door haar als maatschappelijk vastgoed worden beschouwd en die door woningcorporaties met staatssteun gebouwd mogen worden. Hieraan is de voorwaarde verbonden dat er altijd aanbesteed moet worden. Ook onder de 'Europese' grens van 4,85 miljoen euro.

## Geschiedenis
Het begrip maatschappelijk vastgoed werd voor het eerst gebruikt bij de oprichting van de Kopgroep Maatschappelijk Vastgoed in 2003. Deze Kopgroep begon als platform voor vernieuwing en kennisuitwisseling voor gemeenten en groeide daarna uit tot een innovatienetwerk met vertegenwoordigers van gemeenten, woningcorporaties en marktpartijen. Op 1 januari 2011 sloot de Kopgroep zich aan bij het platform Bouwstenen voor Sociaal. Dit platform was voortgekomen uit de publicatie Bouwstenen voor Sociaal, die het toenmalige departement van VROM in 2006 had uitgebracht. In die publicatie wordt maatschappelijk vastgoed beschouwd als katalysator van stedelijke vernieuwing. De publicatie werd onderschreven door de ministeries van OCW, VWS en VROM, Aedes en de Vereniging van Nederlandse Gemeenten. Dit initiatief kreeg een vervolg in een jaarlijks terugkerende landelijke kennis- en netwerkbijeenkomst over maatschappelijk vastgoed.
Sindsdien wordt het begrip maatschappelijk vastgoed steeds vaker gebruikt en wordt ook het belang van professionalisering steeds breder erkend. Verschillende gemeenten hebben hun maatschappelijk vastgoed in één afdeling ondergebracht. In de loop van de jaren zijn steeds meer woningcorporaties zich met maatschappelijk vastgoed gaan bezighouden, met name als gevolg van hun taakverbreding (naast woningen ook de zorg voor leefbare wijken). In 2009 sloot de minister van VROM een akkoord met de Europese Commissie waardoor Nederland staatssteun mocht blijven geven aan woningcorporaties voor maatschappelijk vastgoed. Hiermee werd de rol van corporaties bij maatschappelijk vastgoed zeker gesteld.

## Omvang
Over de omvang van het maatschappelijk vastgoed is maar beperkt informatie beschikbaar. Op basis van een onderzoek uit 2007 van de Raad voor Onroerende Zaken wordt de WOZ-waarde van het maatschappelijk vastgoed dat in eigendom is bij gemeenten geschat op 25 miljard euro. In 2011 werd op initiatief van Bouwstenen voor Sociaal een verkenning naar de omvang van het maatschappelijk vastgoed in Nederland uitgevoerd. Daaruit bleek dat er meer maatschappelijk vastgoed in Nederland was dan kantoren en winkels bij elkaar. Er ging jaarlijks een bedrag van € 14,3 miljard in het maatschappelijk vastgoed om (bijna € 2.000 per huishouden). Het totale oppervlak maatschappelijk vastgoed besloeg circa 83,5 miljoen vierkante meter. Ongeveer 70% had een onderwijs- of zorgfunctie.

## Benchmarks
Er zijn twee benchmarks ontwikkeld voor maatschappelijk vastgoed:
- Gemeentelijk Vastgoed (sinds 2016) door TIAS School for Business & Society en Republiq (als opvolger van de IPD benchmark uit 2004)
- Nederlandse Maatschappelijk Vastgoedindex (sinds 2007) van Aedex/IPD, specifiek voor woningcorporaties.